# 士茁
士茁（?—?），中国春秋時期晋国政治人物，士氏，智氏家臣。
前456年，智襄子将屋台建造得十分华美，向家臣士茁炫耀。士茁说屋室虽然华美，但令人害怕。智襄子不解，士茁说“高山峻原，不生草木。松柏之地，其土不肥”，“今土木胜，臣惧其不安人也”。三年后，智氏被赵氏、韩氏、魏氏三家所灭。